# Jan Breutelt
Jan Breutelt – kierownik ludwisarni w Wilnie w latach 1629–1673, odlewał liczne działa i dzwony. 
Był Lotaryńczykiem. 